# Chrysomus
Chrysomus – rodzaj ptaków z podrodziny epoletników (Agelaiinae) w rodzinie kacykowatych (Icteridae).

## Zasięg występowania
Rodzaj obejmuje gatunki występujące w Ameryce Południowej.

## Morfologia
Długość ciała 17–19 cm; masa ciała samców 35,9–41,3 g, samic 26,8–32,2 g.

## Systematyka

### Etymologia
Chrysomus: gr. χρυσωμα khrusōma, χρυσωματος khrusōmatos – „kute złoto, ten, który jest wykonany ze złota”, od χρυσος khrusos – „złoto”; σωμα sōma, σωματος sōmatos – „ciało”.

### Podział systematyczny
Do rodzaju należą następujące gatunki:
- Chrysomus ruficapillus (Vieillot, 1819) – ciemnokacyk kasztanowogłowy
- Chrysomus icterocephalus (Linnaeus, 1766) – ciemnokacyk żółtogłowy